# Vangsgutane
Vangsgutane is een Noorse stripreeks geschreven door Leif Halse en oorspronkelijk getekend door Jens R. Nilssen.

## Inhoud
De reeks draait rond de broers Steinar en Kåre Vangen. Zij wonen op een boerderij in het Noorse Todalen bij hun moeder Sigrid die boerin en weduwe is. Ook Breiset-gubben, Sterk-Ola Bakken en Larris Skjorhagen zijn belangrijke personages.
De reeks was oorspronkelijk een tekststrip, maar later werd de tekst in de tekeningen zelf geplaatst zonder tekstballonnen waardoor het geen ballonstrip is.

## Publicatiegeschiedenis
Deze stripreeks verscheen op 5 oktober 1940 in het weekblad Nynorsk Vekeblad dankzij de redacteur Hans Aarnes. De reeks werd geschreven door de scenarist Leif Halse. De reeks was bedoeld als een soort Noorse versie van The Katzenjammer Kids.
De serie liep zo van 1940 tot 1957 in Nynorsk Vekeblad met tekeningen van Jens R. Nilssen. Vervolgens zouden meerdere tekenaars deze reeks tekenen met name Atle Steinsfjord en Bjarne Kristoffersen. De vrouwelijke tekenaar uit 1961 bleef anoniem. Vanaf 1967 tot 1979 zou Ivar Pettersen de reeks tekenen, waarna John Thoresen de reeks nog twee jaar verderzette. 
Vanaf 1941 verschenen er ook verscheidene uitgaven in albumvorm. Vanaf 1982 verschenen er heruitgaven.

## Waardering
- In 1983 verscheen de strip Vangsgutane på speleferd geïnspireerd op deze stripreeks in de krant Nordlys sommaren. Svein Nymo was de scenarist en Ragnar Olsen was de tekenaar.[1]
- In 1997 kreeg deze stripreeks een standbeeld in Todalen. Het beeld werd gemaakt door Annasif Døhlen.